# Laura Mononen
Laura Katariina Mononen (geboren:Laura Katariina Ahervo) (Lohja, 5 oktober 1984) is een Finse langlaufster. Ze vertegenwoordigde haar vaderland op de Olympische Winterspelen 2018 in Pyeongchang.

## Carrière
Mononen maakte haar wereldbekerdebuut in maart 2009 in Lahti. In november 2011 scoorde ze in Kuusamo haar eerste wereldbekerpunten. In december 2014 behaalde de Finse haar eerste toptienklassering in een wereldbekerwedstrijd. Op de wereldkampioenschappen langlaufen 2015 in Falun eindigde Mononen als 34 op de 10 kilometer vrije stijl. In Lahti nam ze deel aan de wereldkampioenschappen langlaufen 2017. Op dit toernooi eindigde ze als dertiende op de 15 kilometer skiatlon, als veertiende op de 10 kilometer klassieke stijl en als achttiende op de 30 kilometer vrije stijl. Samen met Aino-Kaisa Saarinen, Kerttu Niskanen en Krista Pärmäkoski veroverde ze de bronzen medaille op de estafette. Tijdens de Olympische Winterspelen van 2018 in Pyeongchang eindigde de Finse als negentiende op de 15 kilometer skiatlon en als 23e op de 10 kilometer vrije stijl.
Op de wereldkampioenschappen langlaufen 2019 in Seefeld eindigde Mononen als twaalfde op de 15 kilometer skiatlon, als veertiende op de 10 kilometer klassieke stijl, als achttiende op de 30 kilometer vrije stijl en als 54e op de sprint. Op de estafette eindigde ze samen met Krista Pärmäkoski, Riitta-Liisa Roponen en Evelina Piippo op de zesde plaats. In Oberstdorf nam ze deel aan de wereldkampioenschappen langlaufen 2021. Op dit toernooi eindigde ze als zestiende op de 30 kilometer klassieke stijl, als twintigste op de 15 kilometer skiatlon en als 24e op de 10 kilometer vrije stijl. 

## Resultaten

### Olympische Winterspelen
| Jaar | Plaats      | Resultaten                               |
| ---- | ----------- | ---------------------------------------- |
| 2018 | Pyeongchang | 23e 10 km vrije stijl 19e 15 km skiatlon |

### Wereldkampioenschappen
| Jaar | Plaats     | Resultaten |
| ---- | ---------- | --- |
| 2015 | Falun      | 34e 10 km vrije stijl                                                                                           |
| 2017 | Lahti      | 14e 10 km klassieke stijl · 13e 15 km skiatlon · 18e 30 km vrije stijl · 4×5 km estafette                       |
| 2019 | Seefeld    | 54e Sprint (vrije stijl) 14e 10 km klassieke stijl 12e 15 km skiatlon 18e 30 km vrije stijl 6e 4×5 km estafette |
| 2021 | Oberstdorf | 24e 10 km vrije stijl 20e 15 km skiatlon 16e 30 km klassieke stijl                                              |

### Wereldbeker
Eindklasseringen
| Seizoen   | Algm | DI  | SP  | TdS |
| --------- | ---- | --- | --- | --- |
| 2011/2012 | 45e  | 32e | 67e | 20e |
| 2012/2013 | 84e  | 58e | –   | 30e |
| 2013/2014 | 104e | 75e | –   | DNF |
| 2014/2015 | 36e  | 27e | 56e | DNF |
| 2015/2016 | 15e  | 11e | 39e | 9e  |
| 2016/2017 | 10e  | 9e  | 34e | 12e |
| 2017/2018 | 35e  | 21e | 64e | DNF |
| 2018/2019 | 31e  | 24e | 69e | 11e |
| 2019/2020 | 37e  | 29e | 42e | –   |
| 2020/2021 | 50e  | 37e | –   | –   |